# Oxford (Massachusetts)
Pour les articles homonymes, voir Oxford (homonymie).
Oxford Town est une localité du comté de Worcester dans le Massachusetts, aux États-Unis. Sa population était de 13 352 habitants lors du recensement de 2000. Elle est située au centre-sud de l'État.

## Histoire
Oxford fut peuplée par des colons européens dès 1686 et incorporée officiellement en 1713. Ce sont des Huguenots qui s'y installèrent en premier, en deux vagues successives. La première colonie avait été abandonnée après que quatre résidents (John Johnson et ses trois enfants, Peter, Andrew et Mary) furent tués lors d'une violente confrontation avec les  indigènes. Cet évènement connu sous le nom de Johnson Massacre, est commémoré à proximité du centre d'Oxford. Les ruines du fort construit par les Huguenots en 1686 sont toujours visibles depuis Huguenot Road. La ville est le lieu de naissance de Clara Barton, fondatrice de la Croix-Rouge américaine.

## Sources
- « Oxford town, Worcester County, Massachusetts »(Archive.org • Wikiwix • Archive.is • Google • Que faire ?) (consulté le 10 octobre 2013), Bureau du recensement des États-Unis.
- Historical Oxford, settled by the French Huguenots, 1686-1696, Oxford Historical Commission, 1984. (OCLC 61144171)